# Gay Skinheads (documentário)
Gay Skinhead é um documentário do diretor irlandês Karl Hayden, que entrevista skinheads ao redor da Europa, e explora a aparente contradição entre ser gay e viver como um skinhead.